# Again (песня Alice in Chains)
«Again» (с англ. — «Снова») — песня американской гранж-группы Alice in Chains, третий сингл из их одноимённого альбома. Автором текста является Лейн Стейли, а музыку написал Джерри Кантрелл. Длительность песни составляет 4 минуты 5 секунд, что делает композицию одной из самых коротких вошедших в альбом. Сингл достиг 8-го места в чарте Billboard Mainstream Rock Tracks.

## История записи
Песня «Again» была написана Джерри Кантреллом в период, когда деятельность группы была приостановлена . Музыкант репетировал у себя дома, набрасывая идеи для своего дебютного сольного альбома. Скотт Рокуэлл (на тот момент Маккаллум), барабанщик группы Gruntruck, сотрудничал с Кантреллом во время записи. Гитарные партии были записаны Дарреллом Питерсом. Музыканты записали три песни, две из которых вошли в альбом Alice in Chains. Одной из них была композиция «Again». Характерный стиль игры на барабанах принадлежит Рокуэллу. Оригинальный текст песни написал Кантрелл, но когда Стейли придумал свою версию, она понравилась группе намного больше и решили оставить именно её.

## Музыкальное видео
Видео был снят в марте 1996 года. Режиссёром является Джордж Вейл. Производственным процессом занимался O Pictures, а исполнительный продюсер — Джо Энн Траилкилл. Сюжет ролика показывает группу, исполняющую песню в специально подвешенной клетке.
Видео было номинировано на премию «Грэмми» за лучшее исполнение в стиле хард-рок в 1997 году.
Видео доступно в сборнике Music Bank: The Videos (1999) и является последним видеоклипом Alice in Chains c участием Лейна Стейли (за исключением видео «Get Born Again», где использовались архивные кадры певца).

## Выпуск и отзывы
Сингл был выпущен в феврале 1996 году. В Японии и Бельгии был выпущен в расширенным изданием с добавленными ремиксами Прага Хана и Оливера Адамса.
В примечаниях к бокс-сету Music Bank гитарист Джерри Кантрелл сказал о песне:
«Этот парень, Прага Хан, сделал три разных микса. Один мне не понравился, второй (Trip hop Mix) имел духовые  и струнные инструменты  без слишком большого количества гитар или барабанов, которые мне вроде как понравились. Потом была [«Tattoo of Pain Mix»], которая тоже была крутой. Мы поставили  пару сторон «Б» в Европе. Лично я так и не привык к мысли, что в одних местах нужно давать дополнительные песни, а в других - нет, это должно быть одинаково для всех, насколько я понимаю».
Позже песня была включена в сборники Nothing Safe: Best of the Box (1999), Greatest Hits (2001) и The Essential Alice in Chains (2006). Ремикс-версия песни была включена в бокс-сет Music Bank (1999).
Терри Петтингер из Circus написал: «В песнях „Again“ и „Frogs“ Стейли мучается из-за предательства друга. „Again“ начинается с агрессивной гитары Кантрелла. Вопреки приглушенному голосу Стейли, описывающему мучения своего мира, он переворачивает с ног на голову и издевается над своим, казалось бы, неуравновешенным другом».
Энди Стаут из Metal Hammer подчеркнул, что для этой композиции характерен «закрученный рефрен, возникающий из плотного ритма риффов».

## Живые выступления
«Again» впервые была исполнена Лейном Стейли в телевизионной программе Saturday Night Special 20 апреля 1996 года в Лос-Анджелесе. 10 мая песню исполнили в сокращенной версии вместе с We Die Young, когда группа появилась на ток-шоу Late Show with David Letterman. Композиция исполнялась во время североамериканского мини-тура в июне-июле 1996 года, когда группа выступала на разогреве перед Kiss. С момента возобновления работы в 2005 году песню постоянно исполняет во время гастролей группы нынешний вокалист Уильям Дюваль.

## Треклист
International CD single
| №  | Название               | Длительность |
| -- | ---------------------- | ------------ |
| 1. | «Again»                | 4:06         |
| 2. | «Again» (Trip Hop mix) | 4:39         |

Again remixes
| №  | Название                     | Длительность |
| -- | ---------------------------- | ------------ |
| 1. | «Again» (Club mix)           | 4:09         |
| 2. | «Again» (Tattoo of Pain mix) | 4:02         |
| 3. | «Again»                      | 4:06         |

## Участники записи
- Лейн Стейли — ведущий вокал
- Джерри Кантрелл — бэк-вокал, гитара
- Майк Айнез — бас-гитара
- Шон Кинни — ударные

## Чарты
| Чарт (1996)                         | Высшая позиция |
| ----------------------------------- | -------------- |
| США (Billboard Mainstream Rock)     | 8              |
| США (Billboard Alternative Airplay) | 36             |

## Примечание
1. ↑  Alice in Chains "Again" Chart History – Mainstream Rock. Billboard. Дата обращения: 3 сентября 2021. Архивировано 4 июля 2018 года.
2. 1 2  David de Sola. Alice in Chains: The Untold Story. — Thomas Dunne Books, 2015. — С. 179. — 415 с. — ISBN 978-1250048073. Архивировано 22 ноября 2021 года.
3. 1 2  Jeff Gilbert. Go Ask Alice // Guitar World. — 1996. — С. 61—66. — ISSN 1045-6295.
4. ↑  "Alice in Chains - "Again". mvdbase.com. Дата обращения: 3 сентября 2021. Архивировано 22 декабря 2017 года.
5. ↑  Rock On The Net: 39th Annual Grammy Awards - 1997. www.rockonthenet.com. Дата обращения: 29 декабря 2021. Архивировано 28 декабря 2007 года.
6. 1 2  Буклет к сборнику Music Bank (1999)
7. ↑  Alice In Chains - Music Bank - The Videos. Discogs. Дата обращения: 29 декабря 2021. Архивировано 29 декабря 2021 года.
8. ↑  Alice In Chains - Nothing Safe: The Best Of The Box. Discogs. Дата обращения: 29 декабря 2021. Архивировано 30 декабря 2021 года.
9. ↑  Alice In Chains - Greatest Hits. Discogs. Дата обращения: 29 декабря 2021. Архивировано 31 декабря 2021 года.
10. ↑  Alice In Chains - The Essential Alice In Chains. Discogs. Дата обращения: 29 декабря 2021. Архивировано 28 декабря 2021 года.
11. ↑  Alice In Chains - Music Bank. Discogs. Дата обращения: 29 декабря 2021. Архивировано 10 декабря 2021 года.
12. ↑  Terry Pettinger. Their Bark is Their Bite! // Circus. — February 1996. — ISSN 0009-7365.
13. ↑  Andy Stout. Dis Jointed // Metal Hammer. — С. 62. — ISSN 0955-1190.
14. ↑  "Alice in Chains Concert Setlist at Saturday Night Special, Los Angeles on April 20, 1996". setlist.fm. Дата обращения: 3 сентября 2021. Архивировано 4 мая 2018 года.
15. ↑  "Alice in Chains Concert Setlist at Late Show With David Letterman, New York on May 10, 1996". setlist.fm. Дата обращения: 3 сентября 2021. Архивировано 4 мая 2018 года.
16. 1 2  Again by Alice in Chains. Setlist.fm. Дата обращения: 3 сентября 2021. Архивировано 24 января 2018 года.
17. ↑   "Alice in Chains Chart History (Mainstream Rock)". Billboard.  Дата обращения: 6 ноября 2016.
18. ↑   "Alice in Chains Chart History (Alternative Airplay)". Billboard.  Дата обращения: 6 ноября 2016.

## Ссылка
- Видеоклип «Again»
- Alice in Chains — Again on AllMusic